# أوتو ميخائيلس
أوتو ميخائيلس  (و. 1826 – 1890 م) هو صحفي، واقتصادي، وسياسي ألماني، ولد في لوبيكه، كان عضوًا في الأكاديمية الروسية للعلوم، توفي في برلين، عن عمر يناهز 64 عاماً.

## مناصب
تولى منصب عضو مجلس النواب البروسي
.

## التعليم
تعلم في جامعة هومبولت في برلين
.